# Внешняя политика Италии
Внешняя политика Италии — общий курс Италии в международных делах. Внешняя политика регулирует отношения Италии с другими государствами. Реализацией этой политики занимается Министерство иностранных дел Италии.
Географически Италия располагается в Европе и считается одной из ведущих западных держав с момента её объединения в 1861 году. Главными союзниками Италии являются страны НАТО и Европейского союза, и она является одним из основателей этих альянсов.
Италия играет важную роль среди христианских стран: в Риме располагается резиденция Папы и центр католической церкви. 
Италия выступает посредником в палестино-израильском конфликте и размещает определённое количество военнослужащих на Среднем Востоке и других частях света для организации миротворческих миссий, а также для борьбы с организованной преступностью, незаконным оборотом наркотиков, торговлей людьми, пиратством и терроризмом. Страна играет значительную роль в своих бывших колониях и территориях Итальянской империи и считается ключевым игроком в Средиземноморском регионе.

## История

### Объединение Италии
Рисорджименто — национально-освободительное движение итальянского народа против иноземного господства, за объединение раздробленной Италии, а также период, когда это движение происходило (середина XIX века — 1861). Рисорджименто завершилось в 1870 году присоединением Рима к Итальянскому королевству. Итальянцы добились независимости от Австрийской империи, династии Бурбонов и Папы, обеспечив национальное объединение>. Папство призывало Францию сопротивляться объединению, опасаясь, что отказ от контроля над папскими государствами ослабит Церковь и позволит либералам доминировать над консервативными католиками. В 1870 году Италия захватила Рим. 
В 1882 году Италия образовала Тройственный союз с Германской империей и Австро-Венгрией.

### Итальянские войны начала XX века и Первая мировая война
В 1912 году Италия одержала победу в Итало-турецкой войне. К 1914 году Италия приобрела в Африке колонию на побережье Красного моря (Эритрея), большую часть Сомали и административную власть в бывшей турецкой Ливии. За пределами Африки Италия владела небольшой концессией в Тяньцзине в Китае (после восстания боксёров) и на островах Додеканес у побережья Турции.
В 1914 году Австро-Венгрия начала вести военные действия без согласования со своими союзниками по Тройственному пакту и Италия решила принять участие в войне на стороне Союзников вместе с Францией, Россией и Великобританией. Председатель Совета министров Италии Антонио Саландра и министр иностранных дел Сидней Соннино приняли решение захватить территорию у Австро-Венгрии, что было тайно согласовано Великобританией и Францией в Лондонском договоре 1915 года. Кроме того, Италия оккупировала южную Албанию и установила над ней протекторат, который сохранялся до 1920 года. 
В 1918 году Союзники одержали победу над Тройственным союзом и Италия стала одним из главных победителей Первой мировой войны. В 1919 году на Парижской мирной конференции председатель Совета министров Италии Витторио Эмануэле Орландо акцентировал внимание на территориальных завоеваниях, но получил гораздо меньше, чем требовал, и итальянцы остались крайне обижены, когда им было отказано в контроле над городом Риека. Великобритания, Франция и Соединённые Штаты Америки отказались передать Далмацию и Албанию под итальянский контроль, как это было обещано в Лондонском договоре. Великобритания, Франция и Япония разделили германские заморские колонии на собственные мандаты, исключив Италию, которая также не получила никакой территории после распада Османской империи. В Италии вспыхнули гражданские волнения между националистами, которые поддерживали военные действия и выступали против того, что они называли «покалеченной победой», и левыми, которые были против войны.

### Период Муссолини
В 1922 году как следствие внутренней нестабильности к власти в Италии пришло фашистское правительство во главе с Бенито Муссолини, которое стремилось территориально расширить размер Итальянской империи и тем самым удовлетворить требования итальянских ирредентистов. В 1936 году Италия одержала победу во Второй итало-эфиопской войне и объединила новую завоеванную территорию со своими восточноафриканскими колониями. В 1939 году Италия вторглась в Албанию и включила её в свой состав. Во время Второй мировой войны (1939—1945) Италия с Японской империей и Гитлеровской Германией были союзниками в рамках стран «оси» и оккупировала несколько прилегающих территорий (таких как части Франции, Греции, Египта и Туниса), но в итоге потерпела сокрушительное поражение и лишилась всех своих колоний.

### После Второй мировой войны
После окончания гражданской войны в 1945 году и экономической депрессии, вызванной Второй мировой войной, Италия пережила экономическое чудо, способствовала созданию Европейского союза и вступила в НАТО.

## Современный период
В начале 2020-х МИД Италии в кабинете Джорджи Мелони распространил циркулярный документ, который предписывает работникам соблюдать самоцензуру — не допускать в публичном пространстве, включая соцсети, мнений, противоречащих официальной линии.
28 и 29 января 2024 года в Риме проведён саммит Италия – Африка. В саммите приняло участие 45 стран Африки. На саммите был представлен «План Маттеи» по развитию Африки, названный в честь главы Eni Энрико Маттеи.
20 июня 2025 года в Риме состоялся саммит Италии и ЕС по Африке. На саммите было подписано 11 соглашений на сумму 1,2 млрд евро по проектам в Африке. Премьер-министр Италии Джорджа Мелони выступила за сокращение внешнего долга Африки. Планируется в течение 10 лет конвертировать 235 млн евро долга в проекты по развитию Африке. Также было заявлено о необходимости борьбы с нелегальными мигрантами. Предусмотрено создание железнодорожного коридора Лобиту и вложение инвестиций в развитие железнодорожного транспорта в Центральной Африке, помощь Замбии в строительстве дорожной инфраструктуры. Предусмотрена помощь Джибути, Эфиопии, Сомали Танзании и Кении в подключении к волоконно-оптической кабельной системе Blue-Raman. Предусмотрены инвестиции в сельскохозяйственный сектор.
Одной из главных проблем между Италией и Африкой остаётся проблема нелегальных мигрантов.
Италия получила 200 млрд евро из Европейского фонда на восстановление и укрепление экономики после пандемии коронавируса.